# جين بوير
جين بوير (بالإنجليزية: Gene Boyer)‏ هو كاتب أمريكي، ولد في 24 يوليو 1929.